# Godofredo III de Anjou
Godofredo III de Anjou, llamado el Barbudo, en francés Geoffroy III d'Anjou, dit le Barbu (1040-1097), fue conde de Gâtinais y conde de Anjou y conde de Tours del 1060 al 1068.

## Orígenes
Hijo primogénito del duque de Gâtinais Godofredo y de su esposa Ermengarda de Anjou, hija del conde de Anjou, Fulco III de Anjou y de Ildegarda. Ermengarda fue también la hermana del conde de Anjou, Godofredo II y madre, además de Godofredo III, del también conde de Anjou, Fulco IV de Anjou.

## Biografía
Entre 1043 y 1045, a la muerte de su padre, siendo el primogénito, Godofredo heredó el condado de Gâtinais. Sobre 1060, Godofredo se casó con Juliana, hija del señor de Langeais, Hamelin. En 1060, a la muerte de su tío, el conde de Anjou, Godofredo II, se convirtió en conde de Anjou y de Turena, como Godofredo III, mientras su hermano, Fulco IV de Anjou, recibió Saintonge y la señoría de Vihiers.
En 1061, el duque de Aquitania, Guillermo VIII de Aquitania, invadió Saintonge, pero fue derrotado por Fulco IV y Godofredo III. Pero al año siguiente el duque de Aquitania, volvió y derrotó expulsando a Fulco de Saintonge. Al mismo tiempo Herbert II, conde de Maine, con la ayuda del duque de Normandia, Guillermo I, consiguió retomar el control del condado que le había sido arrebatado por su tío, Godofredo II. Después, tras la muerte de Herbert, Guillermo I impuso, como conde de Maine, a su propio hijo, Roberto, sin que Godofredo pudiera contrarrestarlo. 
Durante esos años, no contentándose con la señoría de Vihiers, Fulco se unió a los barones que conspiraban contra su hermano, Godofredo III, y, en poco tiempo, consiguió agrupar alrededor suyo al partido de los insatisfechos y, en 1068, consiguió capturar y encarcelar a su hermano, haciéndose con sus títulos y sus dominios. 
Sin embargo, esta usurpación no gustó al rey de Francia, Felipe I, ni a sus vecinos, el conde de Blois, Teobaldo III, y algunos barones del condado de Maine. Fulco IV fue derrotado, pero obtuvo la paz cediendo Gâtinais a la corona de Francia, pero a pesar de las fuertes presiones de Felipe I y de Teobaldo III, Godofredo III continuó encarcelado. 
Igualmente tras la usurpación, el condado de Anjou no volvió a estar en paz, ya que los barones estuvieron siempre en perenne rebelión obligando a Fulco IV a mantener una guerra continuada e incluso cuando, al cabo de unos años obtuvo el reconocimiento de todos los barones, el país estaba reducido al extremo. 
A pesar de las peticiones y las presiones efectuadas por el rey de Francia, Felipe I, y de Teobaldo III, Godofredo permaneció en prisión hasta la mitad de los años noventa, cuando, alrededor de 1095, Fulco IV cedió ante la insistencia del papa Urbano II y liberó a su hermano, que tras cerca de 27 años de encarcelamiento se había vuelto prácticamente loco. 
Godofredo vivió aún algunos meses y murió, alrededor de 1097.

## Descendencia
Godofredo y Juliana no tuvieron hijos.